# 中島絵美
中島 絵美（なかじま えみ、1980年10月15日 - ）は、日本の女性声優。東京都出身。以前はオフィスPACに所属していた。身長163cm。

## 出演作品

### テレビアニメ
2003年
- しましまとらのしまじろう（ペッチーの同種族、ツクシンボ、冬だけふーちゃん）

2006年
- 西の善き魔女 Astraea Testament（ルー坊）

2007年
- 神霊狩/GHOST HOUND（岩崎佳美）

2008年
- はっけん たいけん だいすき! しまじろう（なつのしゅんぺい）
- テイルズ オブ ジ アビス（ノエル・ニークス）
- 魔人探偵脳噛ネウロ（花売り娘、ウエイトレス）
- Mnemosyne-ムネモシュネの娘たち-（#3女情報屋・助手/#4女情報屋）

2010年
- MR.MENショー（むぼうちゃん、びびらせちゃん）

### 劇場版アニメ
- アタゴオルは猫の森
- ブレイブ・ストーリー

### OVA
- シゴフミ（友達）
- 炎の蜃気楼〜みなぎわの反逆者〜（店員）

### ドラマCD
- おとぎ銃士 赤ずきん（市場の女の子たち）
- Devil May Cry

### 吹き替え
- アグリー・ベティ #17
- アグリー・ベティ4（アリソン）
- エバーウッド 遥かなるコロラド（ハンナ）
- 気分はぐるぐる #12
- COOL
- スーパーノヴァ
- スターにアイ・ラブ・ユー（サラ）
- ストームシティ
- セックス・イズ・ゼロ
- ファラオの首飾り
- ボードウォーク・エンパイア 欲望の街
- 戰神 MARS
- まわし蹴り
- メーターの東京レース
- 名探偵モンク2
- 名探偵モンク3
- 名探偵モンク4 #3
- 流星花園
- レイヤー・ケーキ
- ワイルド・レーサー

### 舞台
- 終わりよければすべてよし
- 灰と砂
- ボーイング・ボーイング
- MOTHER 君わらひたまうことなかれ
- 朗読劇・忠臣蔵